# Hugo Pos

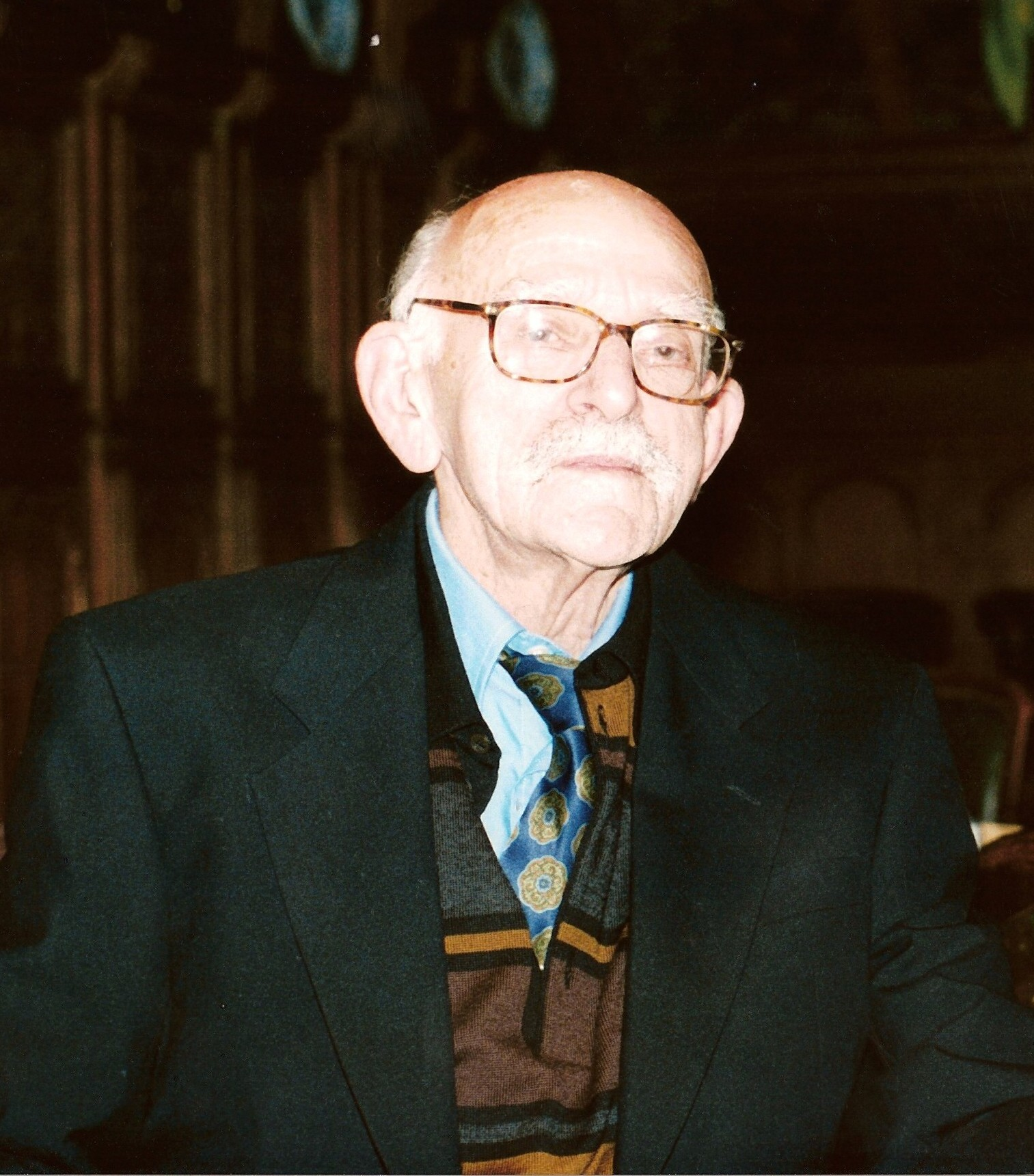
Hugo Pos op zijn 85ste verjaardag in 1998. Foto: R. Tjoe Ny

Hugo Pos (Paramaribo, 28 november 1913 — Amsterdam, 11 november 2000) was een Surinaamse jurist, schrijver en dichter.

## Leven
Pos werd geboren als tweede zoon van de joodse jurist Coenraad Simon Pos en Abigaël Morpurgo, die stamde uit een joods geslacht van Surinaamse drukkers. In Suriname volgde hij de Mulo. In 1925 werd hij op 14-jarige leeftijd naar Nederland gestuurd, waar hij het gymnasium volgde te Alkmaar. Hierna studeerde hij rechten in Leiden en later ook in Parijs. Net nadat hij afgestudeerd was vielen de Duitsers in 1940 Nederland binnen. Pos besloot het land te verlaten en ging naar Scheveningen, om vandaar per sloep de zee over te steken. Met twee landgenoten verliet hij de Nederlandse kust, maar kwam in Duinkerke terecht. Daar maakte hij de evacuatie mee van de Britse troepen na de Frans-Engelse nederlaag en ging terug naar Nederland.
In 1940 hoorde hij over de mogelijkheid via Delfzijl te vertrekken, net als iets eerder Chris Krediet had gedaan. Hij monsterde als kok aan bij kustvaarder 'Mascotte' en bereikte Finland. Hij vervolgde zijn reis naar Wladiwostok, waar hij Chris Krediet tegenkwam. Samen gingen zij met een Japanse vrachtboot naar Japan. Het schip had ook veel joodse vluchtelingen aan boord. Via San Francisco kwamen ze in Stratford in Canada aan, waar ze een korte militaire opleiding kregen. In oktober 1941 kwam Pos met een troepenschip aan in Wolverhampton, Engeland.

In de oorlogsjaren verbleef hij in Engeland, in Indonesië met zijn ontluikende onafhankelijkheidsstrijd en in Japan ter berechting van oorlogsmisdadigers.
Pos was later in Suriname en in Nederland werkzaam als rechter. In Oost en West en Nederland (1986) vertelt hij tegen Jos de Roo over al die ervaringen.

### Dichter en schrijver
In zijn naoorlogse, Surinaamse tijd schreef hij onder de schuilnaam Ernesto Albin gedichten in het tijdschrift Soela (1963-1964) en een aantal toneelstukken, onder meer het door hemzelf geregisseerde Vive la Vida (1957). Zijn hoorspel Black and White uit deze tijd werd bekroond. Hij begon pas laat met het schrijven van proza; wel publiceerde hij enkele bibliofiele bundeltjes kwatrijnen, die later zijn verzameld in Een uitroep zonder uitroepteken (1987) en verschillende andere bundels.
In zijn eerste verhalenbundel Het doosje van Toeti (1985) kijkt hij terug op zijn jeugdjaren in Paramaribo en zijn overtocht naar Holland (één ervan in Verhalen van Surinaamse schrijvers, 1989). De verhalen uit zijn tweede bundel, De ziekte van Anna Printemps (1987) spelen zich overal op de aardbol af. Datzelfde kosmopolitisme vinden we in de bundel essays en reisverslagen die verscheen bij zijn vijfenzeventigste verjaardag, Reizen en stilstaan (1988) waarin hij zich ook bezint op de morele implicaties van de oordelen die hij als vertegenwoordiger van het koloniale gezag moest uitspreken over gekoloniseerden.
Door zijn wijze van observeren zet Pos alles in een relativerend, mild-ironisch daglicht. Hij is een onberispelijk stilist die door een subtiele opbouw en weergave van de feiten het schijnbaar toevallige van de gebeurtenissen tot iets bijzonders weet te maken. AI zijn boeken verschenen bij In de Knipscheer.
Pos schreef voorts het toneelstuk De tranen van Den Uyl (1988) en was jarenlang recensent voor Surinaamse literatuur van het dagblad Het Parool en recenseerde Japanse literatuur voor het dagblad Trouw. Van zijn hand verschenen diverse overzichtsartikelen over de Surinaamse letteren en hij stelde in 1973 het Suriname-nummer van Tirade samen. Hij publiceerde in 1995 zijn autobiografie: In triplo, waarvoor hij de E. du Perronprijs kreeg. Andere boeken: Van het een (1992), Voordat ik afreis (1993), Gedane zaken (1996), Het verlaten koninkrijk (1996), Voorbij Confucius (1996), Het averechts handelen (1997), Tot in de nde nde graad (1998), De ongewisse tijd (1999), Het talmen van de tijd (2000), Twaalf balladen (2005).
Pos was in Suriname verbonden aan de Surinaamse Rechtsschool en leidde onder andere Eddy Hoost en Harold Riedewald op tot advocaat.
Zijn oudere broer Raymond Henri Pos is advocaat-generaal en later waarnemend procureur-generaal geweest bij het hof van justitie in Suriname voor hij van 1954 tot 1963 gevolmachtigd minister van Suriname in Nederland werd.

Ik vroeg mijn guru: `Waar ontspringt de droom,

in mij of buiten mij, of is er soms een zone,

een onderduikadres voor mij en mijn demonen,

met water, gas en licht, tv, een zachte dood?'

— Hugo Pos, 1993.